# Михайло Орест
Миха́йло О́рест (Справжнє ім'я поета — Михайло Костянтинович Зеро́в; 27 листопада 1901, Зіньків — 12 березня 1963, Аугсбург) — український поет, перекладач, педагог, філософ, брат видатного літературознавця, поета, перекладача, лідера неокласиків Миколи Зерова та ботаніка Дмитра Зерова.

## Життєпис
Михайло Орест народився 27 листопада 1901 року в місті Зінькові на Полтавщині в родині педагога Костянтина Зерова. Закінчив Київський інститут народної освіти і працював вчителем у різних містах. Від 1924 року жив у Києві. За радянського режиму був двічі арештований, репресований, відбув чотири роки ув'язнення в концтаборах. Перед війною термін ув'язнення збіг. Під час війни 1941 р. потрапив у полон, опинився у Вінниці, потім Львові (до 1944 р. перебував у Львові), потім у таборі біженців в Ауґсбурґу. Від 1944 року до смерті жив і творив у Німеччині. Заснував і керував Інститутом літератури в Мюнхені.
Окрім оригінальної творчості, займався редакторською роботою. Підготував до друку твори Миколи Зерова «Sonnetarium» (1948), «Catalepton» (1952), «Corollarium» (1958), поезії Павла Филиповича, збірник спогадів про неокласиків «Безсмертні» (1963).

Могила Михайла Ореста і Дмитра Зерова

Помер 12 березня 1963 року в Ауґсбурзі. Прах поета перевезено в Україну і перепоховано на Байковому кладовищі в Києві поруч з Дмитром Зеровим.

## Творчість
Автор поетичних збірок «Луни літ» (1944), «Душа і доля» (1946), «Держава слова» (1952), «Гість і господа» (1952), «Пізні вруна» (посм. 1965); перекладів «Вибрані поезії» С. Георге (1952), «Вибрані поезії» Р. М. Рільке, Г. Гофмансталя, «Антологія німецької поезії» (1954), «Антологія французької поезії» (1954), «Поезії» Леконт де Ліля (1956), «Сім німецьких новел» (1962); редактор збірника спогадів про М. Зерова, П. Филиповича, М. Драй-Хмару «Безсмертні» (1963).
Писати почав ще в студентські роки. У молодості цікавився східною філософією, що знайшло відгомін у поезії. За життя в Україні оригінальних віршів не друкував, лише кілька перекладів. У Аугсбурзі став членом Мистецького українського руху (МУРу). 1949 року виступив проти ідеологічної настанови Юрія Шевельова щодо творення «національно-органічного» стилю української літератури. Продовжував традиції неокласицизму. Спільно з Володимиром Державином заснував власну групу «Світання».
Серед образів Михайла Ореста центральним є образ Лісу. За спогадами Олега Зуєвського, він мріяв, щоб колись його назвали поетом лісу.

## Перекладацтво
Перекладав поетичні твори з англійської (Б. Джонсон, Р. Геррік, Дж. Мілтон, Т. Мур, Е. Б. Браунінг, А. Теннісон, Р. Браунінг, Д. Г. Росетті, К. Россетті, В. Морріс), іспанської (Г. де ля Вега, Т. де Хесус, Л. де Гонгора, Лопе де Вега, Франціско де Кеведо-і-Вільєгас, Е. М. де Вільєгас, Педро Кальдерон де ла Барка), італійської (Г. Кавальканті, Данте, Петрарка, Т. Тассо, Леопарді, Кардуччі, Дж. Пасколі, Г. д'Аннунціо), німецької (Сілезіус, Ф. Г. Клопшток, Гете, Шиллер, Гельдерлін, Новаліс, Брентано, Л. Уланд, Гейне, К. Ф. Маєр, Ф. фон Заар, М. Грайф, Ніцше, Вільденбрух, Авенаріус, Штольценберг, Я. Ю. Давід, Б. Вілле, М. Янічек, Й. Шляф, О. Ернст, Р. Демель, А. Гольц, Р. Гух, Бірбаум, Давтендей, Георге, Моргенштерн, Буссе, Момберт, Шаукаль, Гофмансталь, Рільке, Грайнер, Цвейґ, Гайм, Газенклевер, Е. Коттмаєр, П. Целан), французької, португальської (Бокажі), польської та російської мов.

## Поетичні збірки
- Луни літ (1944, «Українське видаництво», Львів—Краків)
- Душа і доля (1946, «Брама Софії», Авґсбурґ)
- Держава слова (1952, Філадельфія)
- Гість і господа (1952, Філадельфія)
- Пізні вруна (опубл. 1965, Мюнхен, підготував до друку Ігор Качуровський)

## Переклади
- С. Ґеорґе. Вибрані поезії [Архівовано 30 листопада 2021 у Wayback Machine.]. Авґсбурґ: B. Krynytzkyj, 1952. 88 с.
- Р. М. Рільке, Г.  фон Гофмансталь, М. Давтендай. Вибір поезій. Авґсбурґ, 1953.
- Антологія німецької поезії. Авґсбурґ, 1954.
- Антологія французької поезії. Мюнхен, 1954.
- Ш. Леконт де Ліль. Поезії. Мюнхен, 1956.
- Море і мушля. антологія європейської поезії. Мюнхен, 1959.
- Сім німецьких новель. Мюнхен, 1962.